# Guipronvel

Guipronvel este o comună în departamentul Finistère, Franța. În 1 ianuarie 2018 avea o populație de 802 de locuitori.